# Franca Buffoni
Franca Buffoni (Firenze, 6 maggio 1925 – Firenze, 1º novembre 2012) è stata una farmacologa e pittrice italiana, prima donna a ottenere la libera docenza in farmacognosia in Italia.

## Biografia
Di famiglia toscana, già da studentessa nella scuola media prende lezioni di disegno e durante gli anni di frequenza dell'istituto magistrale di Firenze cresce il suo interesse per la pittura e l'arte; consegue poi anche il diploma di maturità scientifica. Si laurea in Farmacia a 23 anni presso l'Università di Firenze dove comincia a lavorare sotto la guida del suo maestro Mario Aiazzi Mancini. Inizia per lei un periodo di intensa attività di ricerca sugli effetti di composti naturali e ammine fisiologiche sul sistema cardiovascolare. Per il particolare interesse verso il metabolismo enzimatico di queste sostanze, dal 1962 al 1964 trascorre un periodo di ricerca presso l'Università di Oxford. Tornata all'Università di Firenze, non soltanto prosegue questo filone di ricerca, ma si dedica intensamente anche all'insegnamento. Esprime nella pittura e nella grafica la sua poliedrica personalità creando opere che hanno ottenuto numerosi riconoscimenti in pubblicazioni sull'arte contemporanea. Muore a Firenze nel 2012.

## Vita professionale
Dopo la laurea a pieni voti con lode in Farmacia conseguita nel 1947, lavora nella Facoltà come assistente volontaria, poi incaricata e, dal 1952, come assistente di ruolo. Nel 1957 è incaricata dell'insegnamento di Farmacologia e Farmacognosia; nel 1958, a 33 anni, è la prima donna in Italia che ottiene la libera docenza. Dal 1962 al 1964 si dedica alla ricerca sperimentale presso il laboratorio dell'Università di Oxford presieduto dal prof. Hermann Blaschko, che nel 1937 aveva scoperto le ammino ossidasi. Dopo aver ottenuto la purificazione e cristallizzazione di questo enzima, ne pubblica i risultati congiuntamente al Prof. Blaschko. Rientra a Firenze, alla sua Università di origine, dove prosegue e sviluppa il suo interesse per le ammino ossidasi a cui dedicherà la maggior parte delle sue ricerche. Oltre all’attività di ricerca, tiene numerosi corsi di insegnamento. Vincitrice di un concorso in Farmacologia Molecolare presso la Facoltà di Farmacia nel 1970, è la prima donna ad ottenere una cattedra di Farmacologia. Dal 1971 al 1974 come preside della Facoltà contribuisce alla riforma del suo ordinamento didattico. Dal 1983 al 1985 assume la direzione del Dipartimento di Farmacologia Clinica e Preclinica per tre mandati. Socia della SIF (Società Italiana di Farmacologia) fin dagli anni 50 e membro del Consiglio Direttivo negli anni 1980-82, dopo il suo fuori ruolo nel 1995, ne diviene membro onorario nel 1999, anno in cui è anche nominata Professore Emerito della Facoltà di Farmacia dell'Università di Firenze.

## Attività scientifica
Seguendo gli insegnamenti del Prof. Mario Aiazzi Mancini con cui si era laureata, sostiene l’importanza della chimica, della matematica, di una rigorosa analisi statistica del dato sperimentale come fondamenti imprescindibili della moderna farmacologia.
Si occupa fondamentalmente di Farmacologia biochimica e i suoi interessi scientifici sono rivolti agli effetti dei composti naturali quali istamina e altre ammine endogene, ipotizzando un ruolo importante di queste sostanze, creando così i presupposti per lo studio successivo dei farmaci istaminergici. È ad Oxford, nel Laboratorio del prof. Blaschko che si dedica al metabolismo enzimatico delle ammine e allo studio degli enzimi deputati alla loro degradazione, arrivando alla cristallizzazione e purificazione dell'enzima benzilammina oxidase nel plasma del suino, dimostrando per la prima volta che questo enzima ha una attività istaminasica. Questo esito è vissuto con soddisfazione in risposta ad un quesito che poneva a se stessa, se davvero fosse tagliata per la vera scienza. I risultati sono pubblicati nei Proceedings della Royal Society. Dal 1965 prosegue l'attività di ricerca sperimentale presso l'Università di Firenze. In questi anni si dedica alla caratterizzazione del cofattore enzimatico della benzilaminossidasi, ottenendo evidenze che si tratti di un cofattore di tipo carbonilico, nell’ipotesi il piridossal-fosfato, e produce evidenze che suggerivano la derivazione della benzilaminossidasi dal tessuto connettivo.
La sua ricerca si estende anche allo studio degli enzimi detossificanti gli xenobiotici ma anche le sostanze endogene, dimostrando che anche nell'uomo è presente e attiva la via dei mercapturati. Contribuisce quindi a identificare il coinvolgimento di questa via nella detossificazione di farmaci ad azione analgesica previa coniugazione e successiva eliminazione renale quali mercapturati. Nel 1989 da parte dell'USPTO (United States Patent and Trademark Office) viene concesso il brevetto (Patent number: 4888283) dell'invenzione relativa a inibitori selettivi della benzilamminaossidasi rispetto ad altre amminossidasi, frutto del suo lavoro di ricerca insieme ai suoi collaboratori.

## Nel Soroptimist
È stata presidente del Soroptimist Club Firenze per il biennio 1980-1982 sostenendo, sulla base degli orientamenti del Soroptimist international d'Italia, programmi sul ruolo della scienza per lo sviluppo della società, il rapporto fra ambiente e salute e in particolare il legame fra fattori chimici e ambientali con le condizioni di handicap.

## Onorificenze
- È stata componente della New York Academy of Sciences (1980)
- Ottiene il	titolo di	“Maestro di	pittura	honoris	causa”	dell’Accademia	Italia (1982)
- È nominata “Cavaliere	nell’arte”	dall’Accademia	Internazionale	dei	Dioscuri (2000)
- Riceve la	“Coppa	ArFsF	dell’anno”	dell’Accademia	Severiade	di	Milano (2008)

## Scritti
- Franca Buffoni e Hermann Blaschko, Benzylamine Oxidase and Histaminase: Purification and Crystallization of an Enzyme from Pig Plasma, in Proceedings of the Royal Society of London. Series B, Biological Sciences, vol. 161, n. 983, 1964,  pp. 153-167.
- Franca Buffoni, Histaminase and related amine oxidases, in Pharmacological Reviews, vol. 18, n. 4, 1966,  pp. 1163-99.
- Franca Buffoni e Giovanni Ignesti, Active-sitve titration of pig plasma benzylamine oxidase with phenylhydrazine, in Biochemical Journal, vol. 145, n. 2, 1975,  pp. 369-372, DOI:10.1042/bj1450369.
- Franca Buffoni, G. Ignesti e C. Coppi, Pig plasma benzylamine oxidase: some considerations on the mechanism of the reaction, in Italian Journal of Biochemistry, 26(2) Mar-Apr;26(2), 1977,  pp. 111-121.
- Franca Buffoni, Semicarbazide-sensitive amine oxidases: some biochemical properties and general considerations, in Progress in Brain Research, vol. 106, 1995,  pp. 323-331.
- Franca Buffoni e Giovanni Ignesti, The Copper-Containing Amine Oxidases: Biochemical Aspects and Functional Role, in Molecular Genetics and Metabolism, vol. 71(4), 2000,  pp. 559-64.
- Franca Buffoni e Giovanni Ignesti, Biochemical aspects and functional role of the copper-containing amine oxidases, in Inflammopharmacology, 11, September, 2003,  pp. 203-209.
- Franca Buffoni, Gli studi di Farmacia a Firenze, in Università degli studi di Firenze : 1924- 2004, Firenze, Leo S. Olschki, 2004,  pp. 1000-1072.
- Franca Buffoni, Testimonianza, in Università degli studi di Firenze fra istituzioni e cultura nel decennale della scomparsa di Giovanni Spadolini : atti del convegno di studi, Firenze, 11-12 ottobre 2004, Firenze, Firenze University Press, 2005,  pp. 1-4.
- I suoi scritti in  Franca Buffoni, scritti, su ResearchGate. URL consultato il 3 settembre 2021.